# افشین ناغونی
افشین ناغونی زاده ۵ شهریور ۱۳۴۸ در اهواز ایران یک نقاش ساکن بریتانیا است.

## آغاز فعالیت
او نقاشی را از سن کودکی آغاز کرده و بین ۹ تا ۱۲ سالگی، جوایز بسیاری را از آن خود کرده‌است.

## معلولیت
در سال ۱۳۷۶ در یک جشن تولد شرکت می‌کند که ساختمان، مورد حمله نیروی انتظامی قرار می‌گیرد. او در هنگام فرار از پاسیوی شیشه‌ای شش طبقه به زمین افتاده و به نخاع او آسیب می‌رسد. این موضوع در فیلمی به نام ناواضح ساخته شهریار صیامی به تصویر کشیده شده‌است.

## مهاجرت
وی پس از این حادثه به بریتانیا مهاجرت کرد. او هم‌اکنون در لندن زندگی می‌کند.

## تحصیلات
او دانش‌آموخته هنر در مقطع کارشناسی ارشد دانشگاه متروپولیتن لندن است.

## فعالیت حرفه‌ای
او نقاشی‌های بسیاری از خود را در گالری‌های گوناگون در جهان به نمایش گذاشته و یک هنرمند شناخته شده‌است.
هدف وی از نقاشی زنان برهنه، به تصویر کشیدن جامعه‌ای در بندهای اجتماعی و سیاسی و تلاش آن جامعه برای کسب آزادی است.